# Lijst van Belgische basiswetgeving
Dit is een lijst van Belgische basiswetten.

## Grondwet
- Grondwet (7 februari 1831, gecoördineerd 17 februari 1994)
- Decreet Belgische Onafhankelijkheidsverklaring (18 november 1830)
- Decreet betreffende de eeuwige uitsluiting van de familie Oranje-Nassau van enige macht in België (24 november 1830)

## Bijzondere meerderheidswetten
- Bijzondere wet tot hervorming der instellingen (8 augustus 1980)
- Bijzondere wet op het Grondwettelijk Hof (6 januari 1989)
- Bijzondere wet met betrekking tot de Brusselse instellingen (12 januari 1989)
- Bijzondere wet betreffende de financiering van de Gemeenschappen en de Gewesten (16 januari 1989)

## Federale wetboeken
- Boswetboek (19 december 1854)
- Burgerlijk Wetboek (21 maart 1804)
- Consulair Wetboek (21 december 2013)
- Gerechtelijk Wetboek (10 oktober 1967)
- Kieswetboek (12 april 1894)
- Militair Strafwetboek (27 mei 1870)
- Militair Wetboek van Strafvordering (15 juni 1899, afgeschaft in 2003)
- Sociaal Strafwetboek (6 juni 2010)
- Spoorcodex (21 december 2013)
- Strafwetboek (8 juni 1867)
- Veldwetboek (7 oktober 1886)
- Wetboek der registratie-, hypotheek- en griffierechten (30 november 1939)
- Wetboek der successierechten (31 maart 1936)
- Wetboek der zegelrechten (26 juni 1947, afgeschaft in 2006)
- Wetboek diverse rechten en taksen (2 maart 1927)
- Wetboek van bepaalde voorrechten op zeeschepen en diverse bepalingen (21 augustus 1879)
- Wetboek van de belasting over de toegevoegde waarde (3 juli 1969)
- Wetboek van de Belgische nationaliteit (28 juni 1984)
- Wetboek van de inkomstenbelastingen 1992 (10 april 1992)
- Wetboek van economisch recht (28 februari 2013)
- Wetboek van internationaal privaatrecht (16 juli 2004)
- Wetboek van Koophandel (10 september 1807, afgeschaft in 2018)
- Wetboek van de met de inkomstenbelastingen gelijkgestelde belastingen (23 november 1965)
- Wetboek voor de rechtspleging bij de landmacht (20 juli 1814, afgeschaft in 2003)
- Wetboek van strafvordering (17 november 1808)
  - Voorafgaande titel van het Wetboek van strafvordering (17 april 1878)
- Wetboek van vennootschappen (7 mei 1999, afgeschaft in 2019)
- Wetboek van vennootschappen en verenigingen (23 maart 2019)

## Wetten
- Antiracismewet (30 juli 1981)
- Arbeidsongevallenwet (10 april 1971)
- Beroepsziektenwet (3 juni 1970)
- Buurtwegenwet (10 april 1841)
- Wet partijfinanciering (4 juli 1989)
- Eenheidswet (14 februari 1961)
- Gelijkheidswet (18 april 1898)
- Gemeentekieswet, 4 augustus 1932)
- Gemeentewet (30 maart 1836)
- Genocidewet (16 juni 1993)
- Hypotheekwet (16 december 1851)
- Natuurbehoudswet (12 juli 1973)
- Nieuwe Gemeentewet (24 juni 1988)
- Organenwet (13 juni 1986)
- Pacificatiewet (9 augustus 1988)
- Privacywet (8 december 1992)
- Provinciekieswet (19 oktober 1921)
- Provinciewet (30 april 1836)
- Riviervisserijwet (1 juli 1954)
- Taalwet bestuurszaken (18 juli 1966)
- Taalwet gerechtszaken (15 juni 1935)
- Taalwet onderwijs (30 juli 1963)
- Veiligheidswet (10 juni 1952)
- Voetbalwet (21 december 1998)
- VZW-wet (27 juni 1921)
- Wapenwet (8 juni 2006)
- Welzijnswet (4 augustus 1996)
- Wet-Lejeune (31 mei 1888)
- Wetten op de Raad van State (12 januari 1973)
- Wet-Renault (13 februari 1998)
- Wet-Tobback (10 april 1990)
- Wet Verhaalbaarheid Honoraria (21 april 2007)

## Koninklijke besluiten
- Wegcode (1 december 1975)

## Decreten en ordonnanties
De Vlaamse Gemeenschap, de Franse Gemeenschap, de Duitstalige Gemeenschap, Franse Gemeenschapscommissie, het Vlaams Gewest en het Waals gewest kunnen decreten uitvaardigen (artikelen 127 en 134 Grondwet). Ze hebben kracht van wet.
Brusselse wetgeving noemt men ordonnanties. Ze hebben kracht van wet.

### Vlaanderen
- Decreet Lokaal Bestuur (22 december 2017)

### Waals Gewest
- Code de la démocratie locale et de la décentralisation

### Duitstalige Gemeenschap
- Gemeindedekret (23 april 2018)